# Університет Південної Кароліни
Університет Південної Кароліни або Університет штату Південна Кароліна (англ. University of South Carolina) — найбільший державний університет штату Південна Кароліна в США. Територія Університету штату Південна Кароліна займає 1,5 км² в центрі столиці штату, місті Колумбія, біля Будинку уряду штату Південна Кароліна. Університет був заснований в 1801 році. Сьогодні він пропонує програми бакалаврату, магістратури та програми для отримання ступеня доктора наук (Ph.D.) з широкого спектра спеціальностей на своїх 14 факультетах. Сумарно в університеті навчається понад 44 тис. студентів.